# Bandeira de Amur
A Bandeira de Amur é um dos símbolos oficiais do Óblast de Amur, uma subdivisão da Federação Russa. Foi adotada em 26 de Abril de 1999.

## Descrição
Seu desenho consiste em um retângulo com proporção largura-comprimento de 2:3 no qual há um campo vermelho situado na parte superior equivalente a 2/3 da largura total e um campo azul na área inferior equivalente a 1/3 da largura total divididos por uma faixa branca ondulada de 1/15 da largura total.

## Simbolismo
- As cores da bandeira seguem o padrão da maioria dos países do leste europeu e da Bandeira da Rússia bem como de muitas de suas subdivisões, ou seja, usam as cores Pan-Eslavas que são o vermelho, o branco e o azul;
- A faixa branca ondulada representa o rio Amur;
- A parte superior na cor vermelha simboliza a rica história e as proezas do povo de Amur.